# Pseudochalcothea viridipes
Pseudochalcothea viridipes är en skalbaggsart som beskrevs av Bates 1889. Pseudochalcothea viridipes ingår i släktet Pseudochalcothea och familjen Cetoniidae. Inga underarter finns listade i Catalogue of Life.